# Koning Abdoellah Sportstad
Het Koning Abdoellah Sportstad (Arabisch: مدينة الملك عبدالله الرياضية) is een multifunctioneel stadion in Jeddah, een stad in Saoedi-Arabië. Het stadion is vernoemd naar Abdoellah bin Abdoel Aziz al-Saoed (1924–2015), koning van Saoedi-Arabië.
De bouw van het stadion startte in 2012 en duurde tot 2013. Met dit stadion kreeg de stad Jeddah een groter en moderner stadion dat het had met het oudere Prins Abdullah al-Faisalstadion, waar veel minder toeschouwers in konden van de 62.345 toeschouwers die in dit stadion passen. Bij de bouw waren de bedrijven Arup Associates en Al-Muhaidib & Sons, Six Construct betrokken. De officiële opening vond plaats op 1 mei 2014. De openingswedstrijd ging tussen Al-Ahli en Al-Shabab FC. Het ging om de finale van King's Cup.
Het stadion wordt vooral gebruikt voor voetbalwedstrijden, de voetbalclubs Ittihad Club en Al-Ahli maken gebruik van dit stadion. Ook het nationale elftal van Saoedi-Arabië speelt hier wedstrijden.

## Website
www.kasc.com